# سیستم غذایی پایدار

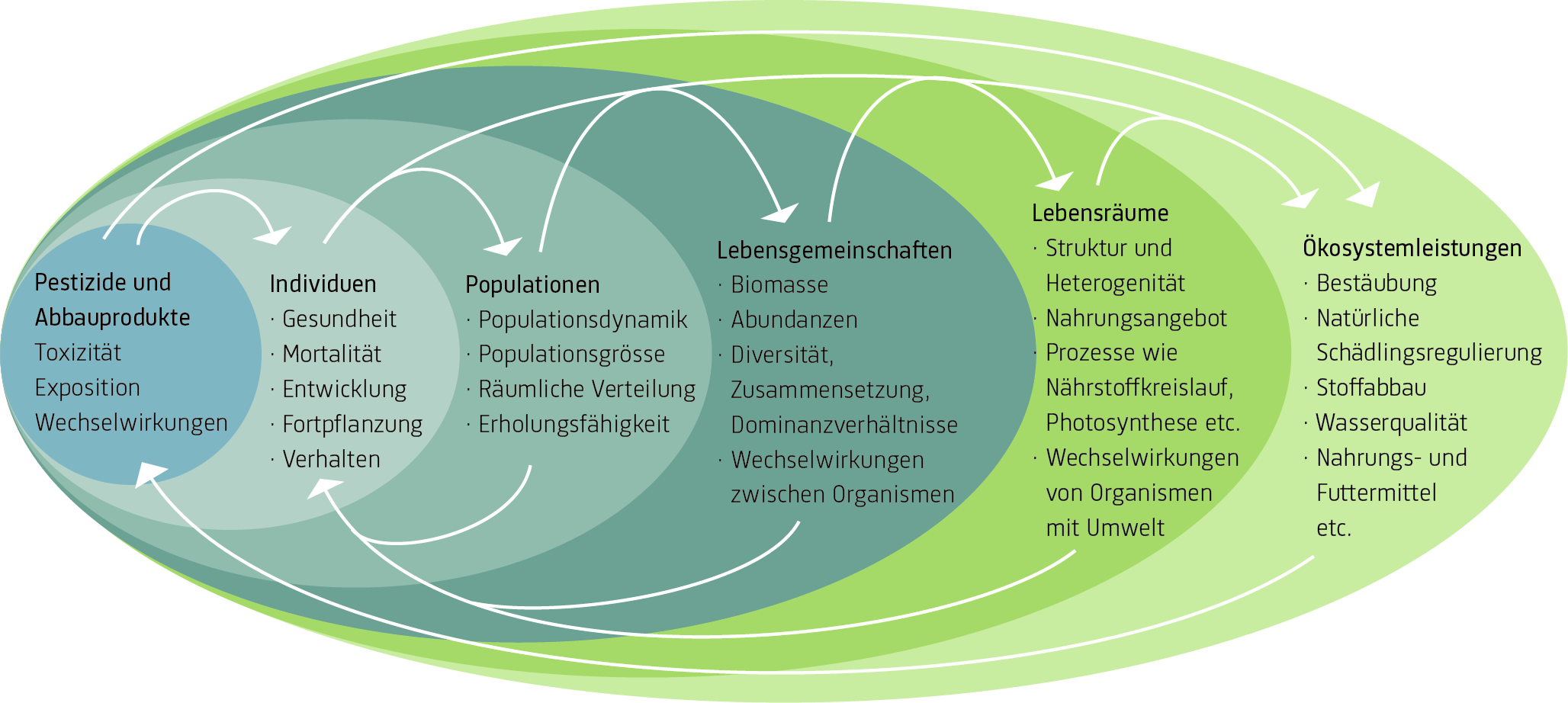
استفاده از آفت کش ها می تواند ناخواسته بر تنوع زیستی افراد و زیستگاه ها تأثیر بگذارد. این می تواند تأثیر منفی بر خدمات اکوسیستم مانند کنترل آفات طبیعی داشته باشد و به نوبه خود ممکن است استفاده از آفت کش ها را افزایش دهد.

یک سیستم غذایی پایدار نوعی سیستم غذایی است که غذای سالم را در اختیار مردم قرار می‌دهد و در عین حال تأثیرات پایایی در سامانه‌های محیطی، اقتصادی و اجتماعی که غذاها را نیز احاطه کرده‌اند ایجاد می‌کند.
سیستم‌های غذایی پایدار با توسعه شیوه‌های پایدار کشاورزی، توسعه سیستم‌های توزیع مواد غذایی پایدار، ایجاد رژیم‌های غذایی پایدار و کاهش ضایعات مواد غذایی می‌شوند. ادعا می‌شود که سیستم‌های غذایی پایدار هدف اصلی از اهداف توسعه پایدار است.
حرکت به سیستم‌های غذایی پایدار یک مؤلفه مهم در رفع دلایل تغییرات آب و هوایی است. در سال ۲۰۲۰، یک بررسی شواهد انجام شده برای اتحادیه اروپا نشان داد که حداکثر ۳۷ درصد از انتشار گازهای گلخانه ای جهانی را می‌توان به سیستم مواد غذایی از جمله محصولات زراعی و دامی، حمل و نقل، تغییر کاربری اراضی (از جمله جنگل زدایی) و از بین رفتن مواد غذایی و زباله نسبت داد. . همان بررسی نتیجه‌گیری کرد که میزان انتشار گازهای گلخانه ای از سیستم‌های غذایی تا سال ۲۰۵۰ به دلیل افزایش تقاضای مواد غذایی ناشی از رشد جمعیت و تغییر رژیم‌های غذایی در صورت عدم تغییر در یک سیستم پایدارتر، احتمالاً ۳۰ تا ۴۰ درصد افزایش می‌یابد.

## مشکلات سیستمهای غذایی معمولی
کشاورزی صنعتی باعث ایجاد اثرات زیست‌محیطی و همچنین مشکلات بهداشتی ناشی از چاقی در جهان ثروتمند و گرسنگی در دنیای فقیر می‌شود. این مسئله به عنوان مؤلفه اصلی مصرف گرایی کلی اخلاقی قلمداد شده و حرکتی محکم به سمت خوردن سالم و پایدار ایجاد کرده‌است.

## کمک به غذای پایدار
در سطح جهانی، اثرات زیست‌محیطی تجارت زراعت با معیار قرار دادن کشاورزی پایدار و کشاورزی ارگانیک بررسی می‌شوند. در سطح محلی حرکات مختلفی وجود دارد که به سمت تولید مواد غذایی محلی، استفاده بیشتر از زباله‌های شهری و باغ‌های خانگی از جمله کمبود فرهنگ، باغبانی شهری، غذاهای محلی، غذای آرام، باغبانی پایدار و باغبانی ارگانیک فعالیت می‌کنند.
غذاهای دریایی پایدار
غذاهای دریایی پایدار، غذاهای دریایی از منابع ماهیگیری یا کشاورزی هستند که می‌توانند تولید خود را در آینده حفظ یا افزایش دهند بدون اینکه خطر اکوسیستم‌هایی را که از آن به دست آمده‌است را تهدید کنند. جنبش غذاهای دریایی پایدار به دست آورده‌است به عنوان مردم بیشتر در مورد هر دو آگاه شده صید بی‌رویه و روش صید زیست‌محیطی مخرب.

## زباله‌های مواد غذایی
براساس اعلام سازمان غذا و کشاورزی یا فائو (FAO)، پسماندهای مواد غذایی مسئولیت ۸ درصد از انتشار گازهای گلخانه ای ساخته شده توسط انسان را به عهده دارند. فائو نتیجه می‌گیرد که تقریباً ۳۰ درصد از کل زمین‌های کشاورزی موجود در جهان - ۱٫۴ میلیارد هکتار - برای مواد غذایی تولید شده اما بی غذایی استفاده می‌شود. ردپای جهانی آبی زباله‌های غذایی ۲۵۰ کیلومترمکعب است، که برابر مقدار آبی است که سالانه از طریق ولگا جریان می‌یابد یا ۳ بار به اندازهٔ دریاچه ژنو.